# Ogdens' Nut Gone Flake
Albums de Small Faces
Small Faces
(1967) The Autumn Stone
(1969)
Singles
1. Lazy Sunday (en)
Sortie : 5 avril 1968
2. Afterglow of Your Love (en)
Sortie : 7 mars 1969

Ogdens' Nut Gone Flake est le troisième album studio des Small Faces, sorti en mai 1968 chez Immediate Records. Il s'agit en partie d'un album-concept, dont la seconde face est une sorte de conte de fée musical dans la mouvance des premiers opéras rock comme Tommy des Who ou S.F. Sorrow des Pretty Things.
L'album se classe no 1 des ventes au Royaume-Uni pendant six semaines durant l'été 1968.
Il est cité dans l'ouvrage de référence de Robert Dimery Les 1001 albums qu'il faut avoir écoutés dans sa vie.

## L'histoire d'Happiness Stan
La face B du disque comprend 5 titres qui, successivement, content l'histoire étrange d'un homme nommé Stan : lorsqu'il observe un soir la lune, Stan s'aperçoit que celle-ci a perdu sa moitié. C'est alors qu'il fait la rencontre d'un insecte affamé à qui il vient en aide. Pour le remercier, l'insecte révèle à Stan l'identité d'un certain Mad John, qui pourrait répondre à ses questions existentielles, puis il grossit à tel point que Stan peut confortablement s'installer sur son dos à la poursuite de ce fameux Mad John. Une fois déposé dans une forêt dans laquelle habite l'homme, Stan continue son aventure seul après avoir fumé un paquet de cigarettes, et découvre la caverne qui constitue le foyer du sage. Celui-ci, assis et fumant un joint, vient enfin au secours de notre héros en répondant à ses interrogations : il lui apprend que l'apparence de la lune n'est que temporaire et que, preuve en est, depuis le début de son long voyage, celle-ci est redevenue pleine. Le tout se termine dans une certaine "cacophonie spirituelle", Mad John concluant l'aventure par un hymne à la vie et au plaisir.

## Apparition dans d'autres médias
Le titre Ogdens' Nut Gone Flake est utilisé dans la première bande annonce du jeu vidéo Grand Theft Auto V de Rockstar Games et Rockstar North, mise en ligne le 2 novembre 2011. Il fait également partie de la playlist de la station Los Santos Rock Radio du jeu.

## Titres
Toutes les chansons sont de Steve Marriott et Ronnie Lane, sauf mention contraire.

### Face 1
1. Ogdens' Nut Gone Flake (Steve Marriott, Ronnie Lane, Ian McLagan, Kenney Jones) – 2:26
2. Afterglow of Your Love (en) – 3:31
3. Long Agos and Worlds Apart (McLagan) – 2:35
4. Rene – 4:29
5. Song of a Baker – 3:15
6. Lazy Sunday (en) – 3:05

### Face 2 («Happiness Stan»)
1. Happiness Stan – 2:35
2. Rollin' Over – 2:50
3. The Hungry Intruder (Marriott, Lane, McLagan) – 2:15
4. The Journey (Marriott, Lane, McLagan, Jones) – 4:12
5. Mad John – 2:48
6. Happydaystoytown (Marriott, Lane, McLagan) – 4:17

## Musiciens
- Steve Marriott : guitare, harmonica, chant
- Ronnie Lane : basse, guitare, chant (5, 10, 12), chœurs
- Ian McLagan : claviers, guitare, chant (3), chœurs
- Kenney Jones : batterie, percussions

## Musicien additionnel
- Stanley Unwin : chœurs